# Művek lexikona
A Művek lexikona a Magyar Nagylexikon Kiadó által 2008-ban megjelentetett háromkötetes ismerettár, amely mintegy 4000 címszóban adja közre jelentős képzőművészeti (festőművészeti, szobrászati, iparművészeti stb.), építészeti, irodalmi, zenei, filmművészeti alkotások leírását és elemzését. Emellett néhány művelődéstörténetileg is fontos történelmi emlékirat és krónika (pl. A gall háború, Képes krónika), illetve teológiai értekezés és tudományos munka (pl. Értekezés a módszerről, A fajok eredete) ismertetése is megtalálható a lexikonban. Műfaját és célkitűzését tekintve ez az első magyar nyelven megjelent műalkotás-lexikon, noha korábban jelentek meg kisebb terjedelmű és kisebb körből merítő enciklopédiák (pl. regények és drámák lexikona).
A Szlávik Tamás főszerkesztői irányításával készült kötetek összkiadásának ISBN száma ISBN 978-963-05-6611-7. A kiadó szándékai szerint a három kötet a korábban megjelent, tizenkilenc kötetes Magyar nagylexikon és a kétkötetes Kronológia szerves folytatása, kiegészítő segédlete, amit a lexikon tipográfiája és megjelenése is tükröz.

## A lexikon szerkezete
A kiadó szakszerkesztői szükségképpen válogattak a lexikon összeállításakor. Az anyagban némileg reprezentáltabb a magyar vonatkozású szócikkek aránya, ugyanakkor hangsúlyt fektettek arra, hogy a klasszikus értékeken túl közelmúltunk és jelenkorunk jeles művészeti alkotásait is felvegyék a szócikkek közé (pl. Amélie csodálatos élete, Galaxis útikalauz stopposoknak).
Az egyes szócikkek rendje a címszó betűrendjét követi, művészeti ágtól vagy műfajtól függetlenül. A címszó minden esetben a mű vagy alkotás címe, amely építészeti emlékek esetében kiegészül a hely megjelölésével (pl. berlini Brandenburgi kapu, fóti római katolikus templom). Idegen nyelvű műveknél a legelfogadottabb magyar fordítás szolgált a címszó-kialakítás alapjául, illetve indokolt esetekben – a szaktudomány hagyományaihoz igazodva – meghagyták az eredeti címet (pl. Chronica Hungarorum, Christianismi Restitutio). A harmadik kötetben található szerzőmutató segít az egyes alkotókhoz kötődő művek megtalálásában.
A szócikkeket az egyes szaktudományok jeles képviselői írták, nevüket minden szócikk végén feltüntették, emellett a köteteket olyan szaklektorok nézték át, mint Adamik Tamás klasszikafilológus, Sz. Farkas Márta zenetörténész, Kerényi Ferenc irodalom- és színháztörténész, Palotai János esztéta, Pléh Csaba pszichológus, Szávai János irodalomtörténész, Vadas József művészettörténész és mások.

## Mutatvány a lexikon anyagából
A korpuszt és a szócikkstruktúrát érzékeltetendő az alábbiakban a lexikon anyagának F betűs címszavainak egy része látható.
- A fából faragott királyfi, táncjáték, Bartók Béla, 1914–1915
- A Fabulya feleségei, kisregény, Mándy Iván, 1959
- A facipő fája, játékfilm, Ermanno Olmi, 1978
- Fahajas boltok, novelláskötet, Bruno Schulz, 1934–1937
- A fajok eredete, természettudományos értekezés, Charles Darwin, 1859
- A Falconer, regény, John Cheever, 1977
- falképek a szegedi Hősök kapuján, freskó, Aba-Novák Vilmos, 1936
- Falstaff, opera, Giuseppe Verdi, 1893
- A falu jegyzője, regény, Eötvös József, 1845
- A falu rossza, dráma, Tóth Ede, 1874
- Falusi bíró szobra, faszobor, alkotója ismeretlen, i. e. 2470 k.
- Fának támaszkodó ifjú rózsák között, festmény, Nicholas Hilliard, 1588 k.
- Fanni hagyományai, regény, Kármán József, 1795
- Fantasztikus szimfónia, zenekari mű, Hector Berlioz, 1830
- Fargo, játékfilm, Joel Coen, 1996
- Farkasok, elbeszélés, Bánffy Miklós, 1908
- Farkasverem, regény, Wass Albert, 1934
- Fasor Middelharnisnál, festmény, Meindert Hobbema, 1689
- Faust, drámai költemény, Johann Wolfgang Goethe, 1808–1832
- Faust, opera, Charles Gounod, 1859
- Faust-szimfónia, zenekari mű, Liszt Ferenc, 1854
- A fehér kastély, regény, Orhan Pamuk, 1985
- A fehér léggömb, játékfilm, Dzsafar Panahi, 1995
- Fehérló-monda, történeti monda
- A fejedelem, politikai értekezés, Niccolò Machiavelli, 1532
- Fej 25, festmény, Birkás Ákos, 1987
- Fejlövés, játékfilm, Bacsó Péter, 1968
- Fekete bojtár vallomásai, önéletírás, Sinka István, 1942–1944
- Fekete gyémántok, regény, Jókai Mór, 1869–1870
- Fekete kolostor, regény, Kuncz Aladár, 1931
- Fekete négyzet fehér alapon, festmény, Kazimir Szeverinovics Malevics, 1914–1915
- Fekete Orfeusz, játékfilm, Marcel Camus, 1959
- Fekete-piros, vers, Kányádi Sándor, 1972
- A feketerigó tizenháromfelől, vers, Wallace Stevens, 1917
- A fekete tulipán, regény, id. Alexandre Dumas, 1850
- A fekete város, regény, Mikszáth Kálmán, 1908–1910
- Fekvő alak, szobor, Henry Moore, 1957–1959
- A feldebrői katolikus templom, épület, alkotója ismeretlen, 11. század
- Feldobott kő, filmdráma, Sára Sándor, 1968
- A félelem bére, regény, Georges Arnaud, 1949 (filmváltozat 1953)
- Felelet, regény, Déry Tibor, 1950–1952
- A feleségem története, regény, Füst Milán, 1935–1942
- Felhők, komédia, Arisztophanész, i. e. 423

## Külső hivatkozások
- A Művek lexikona a Magyar Nagylexikon Kiadó honlapján